# Lee Daniels
Lee Louis Daniels (Filadèlfia, 24 de desembre de 1959) és un actor, productor de cinema i director de cinema estatunidenc. Va produir Monster's Ball i va dirigir la pel·lícula Precious, la qual va estar nominada a sis nominacions dels Oscar, incloent-hi Oscar al millor director i en va guanyar dos.

## Primers anys
Daniels va néixer la Nit de Nadal de 1959, a Filadèlfia i va estudiar al Radnor High School. Després de graduar-se, va estudiar a la Universitat de Lindenwood de St. Charles (Missouri). Va començar la seva carrera en el camp de l'humor com un director de càsting i com adirector després d'una casual reunió amb un productor de Hollywood, treballant amb projectes com Under the Cherry Moon i Purple Rain. Va continuar dirigint nous talents, incloent diversos candidats i guanyadors d'Oscars. També va destacar al documental My Big Break en la direcció de l'actor Wes Bentley, que interpretà el paper de Ricky Fitts a American Beauty. Al documental Daniels fa comentaris sobre la reticència de Bentley d'aprofitar-se del seu estatus de nova celebritat.
Quan va arribar a Hollywood, Daniels va treballar per una agència d'assistència fins que va crear la seva pròpia agència als 21 anys. Posteriorment, va vendre la seva agència per aproximadament un milió d'euros per treballar com a assistent de producció.

## Carrera professional
Monster's Ball, la primera producció de Lee Daniels Entertainment, va ser un èxit de crítica i de taquilla. A més, va suposar que per primera vegada una pel·lícula produïda per un únic productor africà-americà guanyés un Oscar (el de millor actriu per Halle Berry). A més, Monster's Ball també va estar nominada a l'Oscar al millor guió original.
El 2004 The Woodsman, producció de Daniels protagonitzada per Kevin Bacon, Kyra Sedgwick i Mos Def, va ser premiada al Festival de Cinema de Sundance. La pel·lícula va rebre tres nominacionals als Independent Spirit Award, el Premi CICAE Arthouse del Festival Internacional de Cinema de Canes, el Premi del Jurat del Festival de Cinema Internacional de Deauville i un premi per part del National Board of Review.

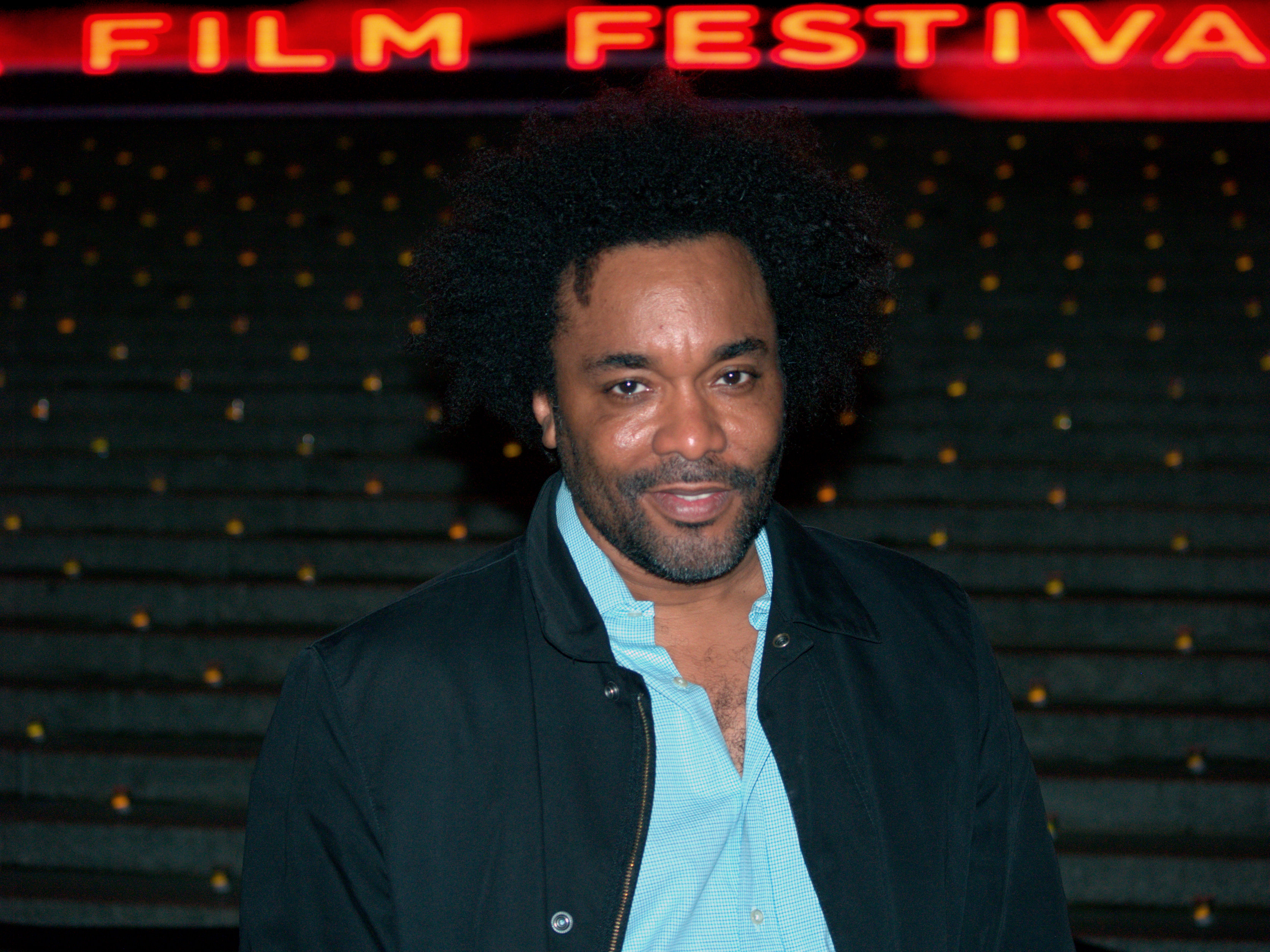
Daniels al Festival de Cinema de Tribeca de 2009

El primer seu treball com a director, Shadowboxer, va debutar al Festival Internacional de Cinema de Toronto. Protagonitzat per Helen Mirren, Cuba Gooding, Jr., Stephen Dorff, Vanessa Ferlito, Mo'Nique, Joseph Gordon-Levitt i Macy Gray, va ser nominat com a millor actor novell al Festival Internacional de Cinema de Sant Sebastià.
Mariah Carey, amb qui Daniels té una amistat estreta, va coprotagonitzar la pel·lícula produïda per Daniels Tennessee (2008). Escrita per Russell Schaumberg i dirigida per Aaron Woodley, la pel·lícula narra la història de dos germans, interpretats per Adam Rothenberg i Ethan Peck, que viatgen de Nou Mèxic a Tennessee per buscar el seu pare separat. Durant el viatge troben a Krystal (Carey), una cantant que fuig del seu marit (Lance Reddick) que la vigila.
A Precious (2009) narra la història d'una noia de setze anys afroamericana, obesa i analfabeta (Gabourey Sidibe) que viu a un habitatge per a gent de baixos ingressos de Harlem (Manhattan). Ella ha estat fecundada dues vegades pel seu pare, Carl, i pateix sistemàticament l'abús físic, sexual i emocional per part de la seva mare aturada, Mary (Mo'Nique). Carey també hi apareix interpretant una treballadora social. Precious es va projectar al Festival de Cinema de Sundance de 2009 i va rebre una càlida rebuda. Lee Daniels va estar nominat a l'Oscar al millor director de 2009 i l'obra, a l'Oscar a la millor pel·lícula.
L'antic president dels Estats Units d'Amèrica Bill Clinton va animar a Daniels a produir anuncis públic animant als jove de color a votar. La campanya es va llançar el març de 2004 amb la participació de l'actor i músic LL Cool J i la cantant i compositora Alicia Keys. El 2010, juntament amb Grace Hightower, actriu que apareix a Precious, van presentar la gala del Creative Spirit Award del Pratt Institute.
Lee Daniels va dirigir el 2012 The Paperboy, una pel·lícula basada en la novel·la homònima de 1995 de l'autor estatunidenc Pete Dexter i protagonitzada per Matthew McConaughey, Zac Efron, John Cusack i Nicole Kidman. El film va competir per a la Palma d'Or al Festival de Canes de 2012. El 2013 s'espera que es presenti El majordom, la darrera pel·lícula de Daniels.

## Filmografia

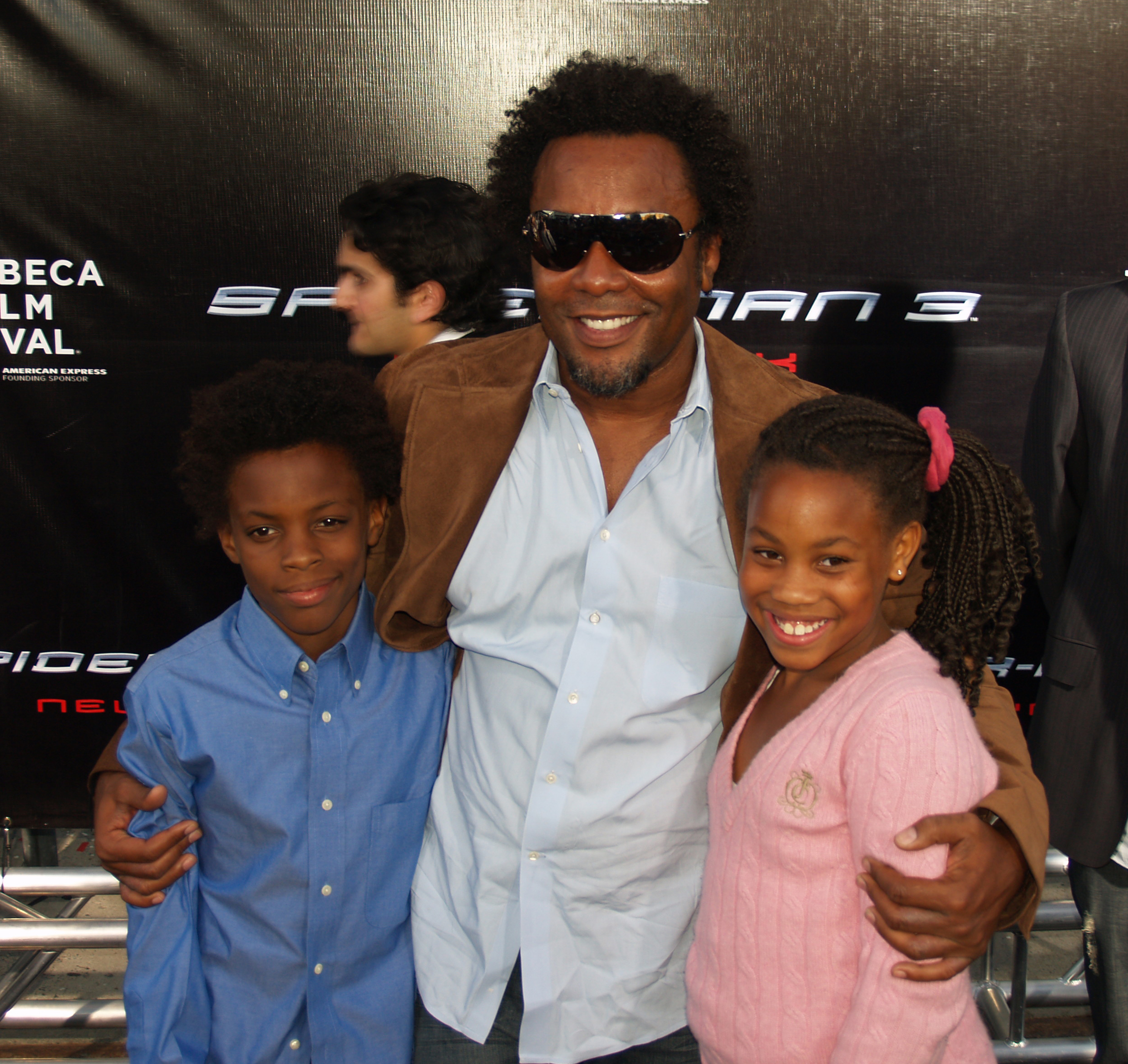
Daniels amb els seus fills a l'estrena mundial d'Spider-Man 3

### Productor
- 2001: Monster's Ball
- 2004: The Woodsman
- 2005: Shadowboxer
- 2008: Tennessee
- 2009: Precious

### Director
- 2005: Shadowboxer
- 2009: Precious
- 2012: The Paperboy
- 2013: El majordom

### Actor
- 1986: A Little Off Mark
- 2004: Agnes und seine Brüder
- 2005: Shadowboxer

## Premis i nominacions

### Nominacions
- 2010. Oscar a la millor pel·lícula per Precious
- 2010. Oscar al millor director per Precious
- 2010. BAFTA a la millor pel·lícula per Precious
- 2012. Palma d'Or per The Paperboy